# سنگتراشان (ساری)
● سنگتراشان یکی از روستاهای شهرستان ساری در استان مازندران ایران است. این روستا در دهستان کلیجان رستاق سفلی در بخش مرکزی شهرستان ساری واقع است. بر اساس سر شماری سال ۱۳۹۵ ، جمعیت روستای سنگتراشان ۱۷۱۲ نفر بوده و تعداد خانوار ها ۵۷۴ ، تعداد مردها ۸۶۶ و تعداد زن های روستا ۸۴۶ نفر بوده است .
● سنگتراشان با روستاهای ترم ؛ شکتا ؛ تنگه لته و بالادزا همسایه است.

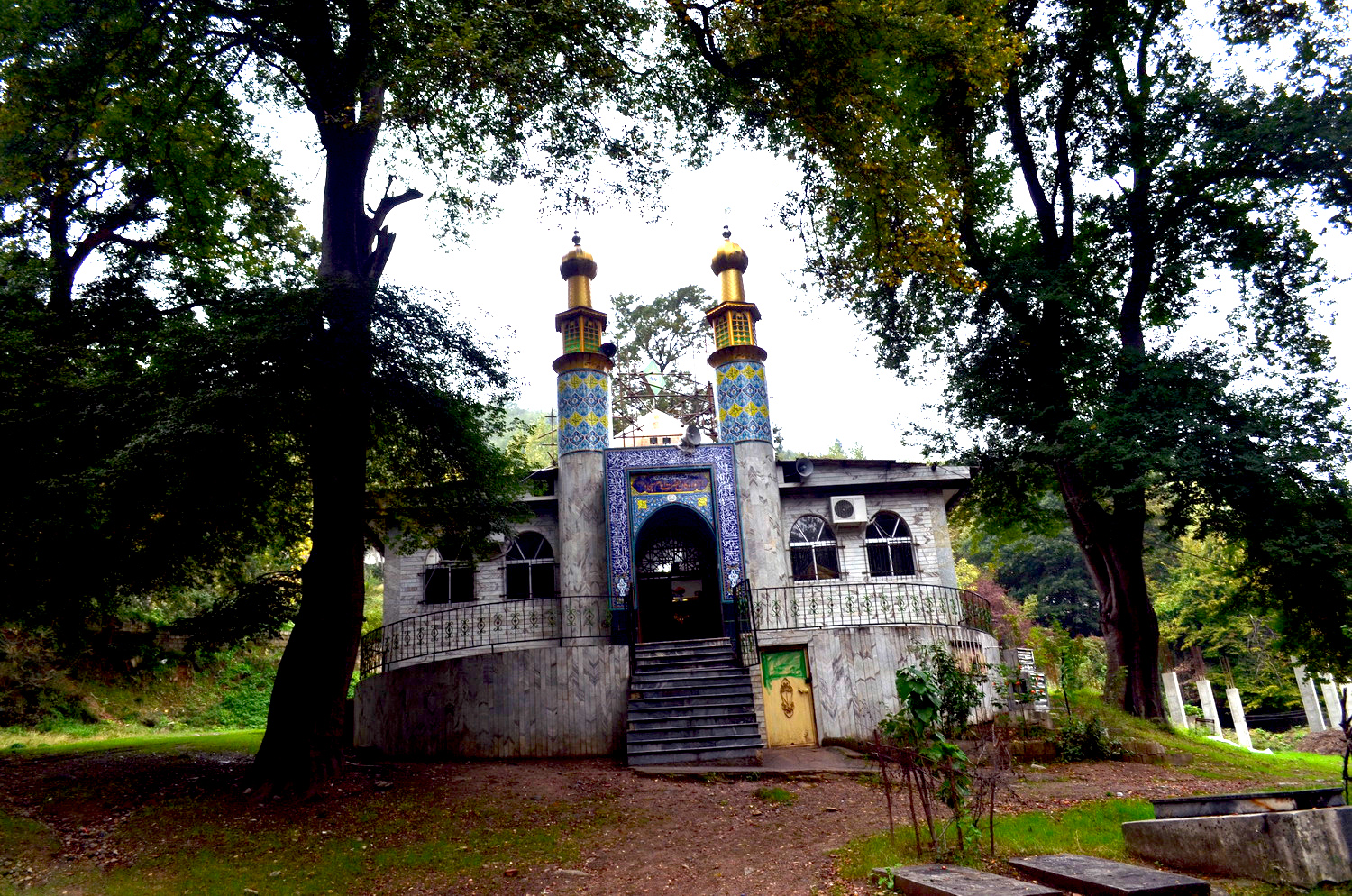
امام‌زاده سه‌تن سنگ‌تراشان

●روستای سنگتراشان از شرق به رودخانه ی تجن ، از غرب به جنگل های سنگتراشان ، از جنوب به روستای ترم و از شمال به شهر ساری متصل است .
●شغل اکثر مردم روستا کشاورزی و باغداری است و در فصل های بهار و تابستان ؛ در شالیزارهای روستا ؛ مردم فعالیت زیادی دارند .
رفته رفته با کمبود آب رودخانه ی تجن ؛ مردم زمین های خود را به باغ تبدیل کرده اند و در سال های آینده متاسفانه خبری از شالیزارهای روستا نیست و جای آن را باغات مرکبات خواهند گرفت و بعد از باغ ؛ احتمالا ساخت مسکن جای سرسبزی آن را خواهد گرفت.
●روستای سنگتراشان یکی از قدیمی ترین روستاهای ساری است .
●بنای قدیمی روستای سنگتراشان در اطراف روستا بوده که بعد از زلزله ی بزرگ ساری ، مردم آن به مکان فعلی نقل مکان کردند .
●مردم این روستا به ورزش های فوتبال و کشتی علاقه مند هستند.
●زمین فوتبال ، سالن ورزشی ، عابر بانک و درمانگاه نمونه ای از امکانات این روستا است .
●مکان زیارتی روستا ؛ امامزاده سه تن سنگتراشان که مدفن نواده های امام سجاد است ؛ همچنین محلی برای مسافرانی ست که قصد استراحت دارند .
●شاید آهنگ معروف " ته مَلِه سَنگتِراشون " برای شما آشنا باشد.
" احمد بختیاری " برای اولین بار این آهنگ را خوانده و خواننده های دیگری همچون حامد پهلان نیز بعدها این آهنگ را بازخوانی کرده اند .